# Slaapmuizen
Slaapmuizen (Gliridae) vormen een kleine familie uit de orde van de Rodentia (knaagdieren). Ze danken hun naam aan het feit dat ze een winterslaap houden.

## Kenmerken
De meeste slaapmuizen hebben een pluimachtige staart en lijken daarom een beetje op eekhoorns. Ze zijn echter een stuk kleiner. Ze hebben grote ogen, rondvormige oorschelpen en korte pootjes.

## Verspreiding en leefgebied
Er zijn ongeveer dertig soorten die in Europa, Azië en Afrika leven. Vijf van deze soorten leven in Europa. Het leefgebied van de slaapmuis bestaat vooral uit bomen en struiken.

## Leefwijze
Slaapmuizen voeden zich voornamelijk met knoppen en vruchten, zoals bessen en noten, maar ook met dierlijk materiaal, variërend van insecten, slakken en eieren tot vogels en kleinere muizensoorten. De dieren slapen overdag en zijn 's nachts actief. Ze houden een winterslaap in een nest, onder de grond, in holle bomen, in holten of in nestkasten. Deze winterslaap kan vrij lang duren, tot wel zeven maanden bij Europese soorten.

## Taxonomie
De familie omvat dertig soorten in 9 geslachten:
- Familie Gliridae
  - Onderfamilie Glirinae
    - Geslacht Glirulus
    - Geslacht Glis

  - Onderfamilie Graphiurinae
    - Geslacht Graphiurus

  - Onderfamilie Leithiinae
    - Geslacht Chaetocauda
    - Geslacht Dryomys
    - Geslacht Eliomys
    - Geslacht Muscardinus
    - Geslacht Myomimus
    - Geslacht Selevinia

## Europese soorten
De vijf soorten die in Europa voorkomen, zijn:
- Eikelmuis (Eliomys quercinus)
- Relmuis (Glis glis)
- Hazelmuis (Muscardinus avellanarius)
- Bosslaapmuis (Dryomys nitedula)
- Muisslaper (Myomimus roachi)

## In cultuur
- De slaapmuis (Dormouse) speelt een rol in Alice's Adventures in Wonderland van Lewis Carroll.
- In het verhaal 'Bij de dood van Sofie' beschrijft R.J. Peskens (pseudoniem van Geert van Oorschot) hoe poes Sofie ooit een slaapmuis ving. In het verhaal duidt Peskens het slachtoffer aan met de namen 'zevenslaper' en 'loir' (eigenlijk de Franse naam).
- De slaapmuis was een lekkernij voor de Romeinen, die ze in gliraria vetmestten alvorens ze te slachten en te bereiden.
- In Harry Potter and the Philosopher's Stone van J.K. Rowling sliep Harry in de Hut op de Rots onder de jas van Hagrid. Rubeus Hagrid vertelde Harry Potter dat, als er iets bewoog in de jas, dat vermoedelijk een paar slaapmuizen (dormice) waren.